# Gothabilly (género musical)

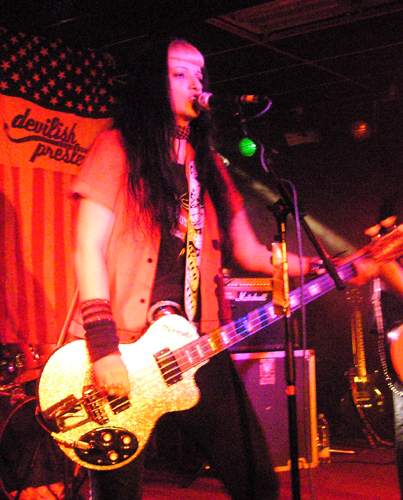
Jacqui Vixen de Devilish Presley en 2008

Gothabilly (a veces llamado hellbilly) es una rama del psychobilly influido por la subcultura gótica. El nombre es un portmanteau de las palabras gothic y rockabilly, que fue utilizado por primera vez a fines de los años 1970 por The Cramps para describir su mezcla sombría de música rockabilly y punk rock. Desde entonces el término se ha utilizado para describir un estilo de moda influido por la ropa gótica, visto en el uso de sedas negras, satenes, encajes y terciopelos, corsés, sombreros, joyas antiguas, PVC, y cuero.

## Historia
El término gothabilly no fue popularizado hasta el lanzamiento de una serie internacional de álbumes recopilatorios de gothabilly, puestos a la venta por Skully Records a mediados de los años 1990.
Ocasionalmente, la banda The Cramps ha sido asociada con el rock gótico principalmente debido al uso de ropa de fetiche y maquillaje extravagante, incluyendo delineado de ojos, oscuros y marcados, tanto en hombres como en mujeres miembros de la banda, lo cual es también popular dentro de la subcultura gótica. The Cramps son considerados igualmente influyentes dentro del género psychobilly.
El uso del término Gothabilly es particularmente activo en la parte occidental de los Estados Unidos, con muchas de las bandas que hoy se originan provenientes de California.